# Brimin Kipruto
Brimin Kiprop Kipruto (* 31. červenec 1985, Korkitony) je keňský běžec na střední tratě.

## Kariéra
Větší úspěchy začal sbírat rokem 2001, kdy skončil na juniorském mistrovství světa v atletice v maďarském Debrecínu druhý v běhu na 3000 m.
Stříbrný byl také na africkém šampionátu juniorů v roce 2003 v Kamerunu. V roce 2004 na juniorském mistrovství světa v italském Grossetu skončil v běhu na 1500 metrů bronzový.
Velkého úspěchu dosáhl na olympiádě v Athénách v roce 2004, kde v běhu na 3000 metrů "steeplechase" doběhl druhý. Na stejné trati o rok později doběhl bronzový na Mistrovství světa v atletice a na stejné příčce doběhl ve stejném roce i na světovém atletickém finále. O rok později na této akci doběhl šestý.
První zlatou medaili dostal získal na Mistrovství světa v atletice 2007 a zlatý byl i na olympiádě v Pekingu 2008. Na světovém šampionátu v Berlíně 2009 doběhl až sedmý.

## Osobní rekordy
- 1500 m: 3:35,23
- 3000 m: 7:47,33
- 2000 m steeplechase: 5:36,81
- 3000 m steeplechase: 8:02,89